# Daniel Lindström
Daniel Lindström (ur. 30 stycznia 1978 w Umeå) – szwedzki piosenkarz. Zwycięzca pierwszej szwedzkiej edycji programu Idol (2004).

## Dyskografia

### Albumy
| Rok  | Tytuł | Szwecja | Sprzedaż i Certyfikaty         |
| ---- | --- | ------- | ------------------------------ |
| 2004 | Daniel Lindström - Pierwszy album studyjny - Wydany: 9 grudnia 2004 - Wytwórnia: Sony BMG - Format: CD    | 1       | Sprzedaż: 53,000 IFPI: Platyna |
| 2006 | Nån slags verklighet - Drugi album studyjny - Wydany: 16 sierpnia 2006 - Wytwórnia: Sony BMG - Format: CD | 3       | Sprzedaż: 22,000 IFPI: Złoto   |
| 2009 | D-Day - Trzeci album studyjny - Wydany: 29 stycznia 2009 - Wytwórnia: LaLuff Records - Format: CD         | 25      | Sprzedaż: 3,000 IFPI: N/A      |

### Single
| Rok  | Tytuł                        | Szwecja | Certyfikat       | Album                |
| ---- | ---------------------------- | ------- | ---------------- | -------------------- |
| 2004 | „Coming True”                | 1       | 2xPlatyna (IFPI) | Daniel Lindström     |
| 2005 | „My Love Won’t Let You Down” | 10      | –                | Daniel Lindström     |
| 2005 | „Run”                        | –       | –                | Daniel Lindström     |
| 2006 | „Nån slags verklighet”       | 26      | –                | Nån slags verklighet |
| 2008 | „Saturday Night”             | –       | –                | D-Day                |
| 2008 | „Caught in That Feeling”     | –       | –                | D-Day                |